# Manduca occulta
Manduca occulta är en fjärilsart som beskrevs av Rothschild och Jordan 1903. Manduca occulta ingår i släktet Manduca och familjen svärmare. Inga underarter finns listade i Catalogue of Life.

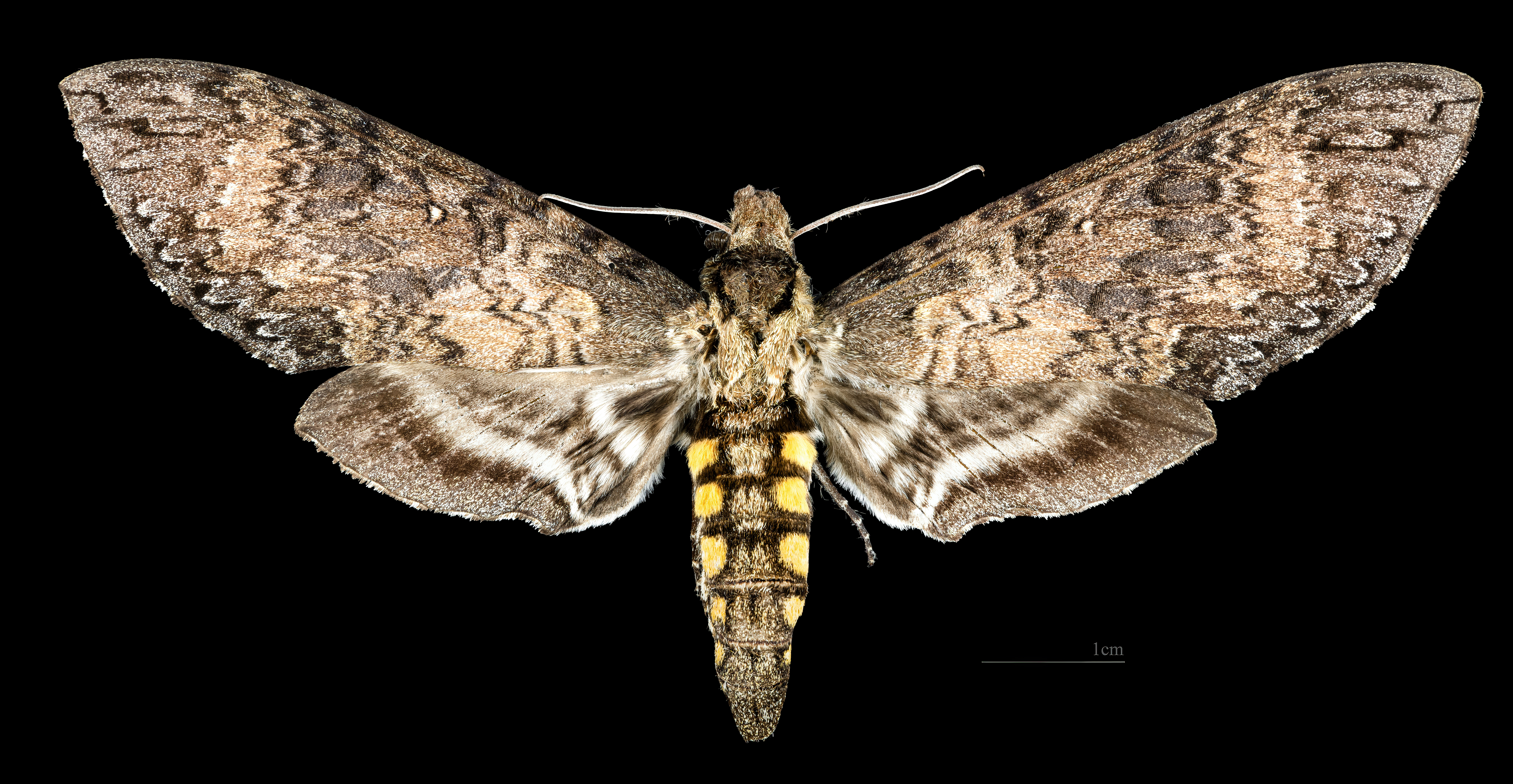
Manduca occulta ♀
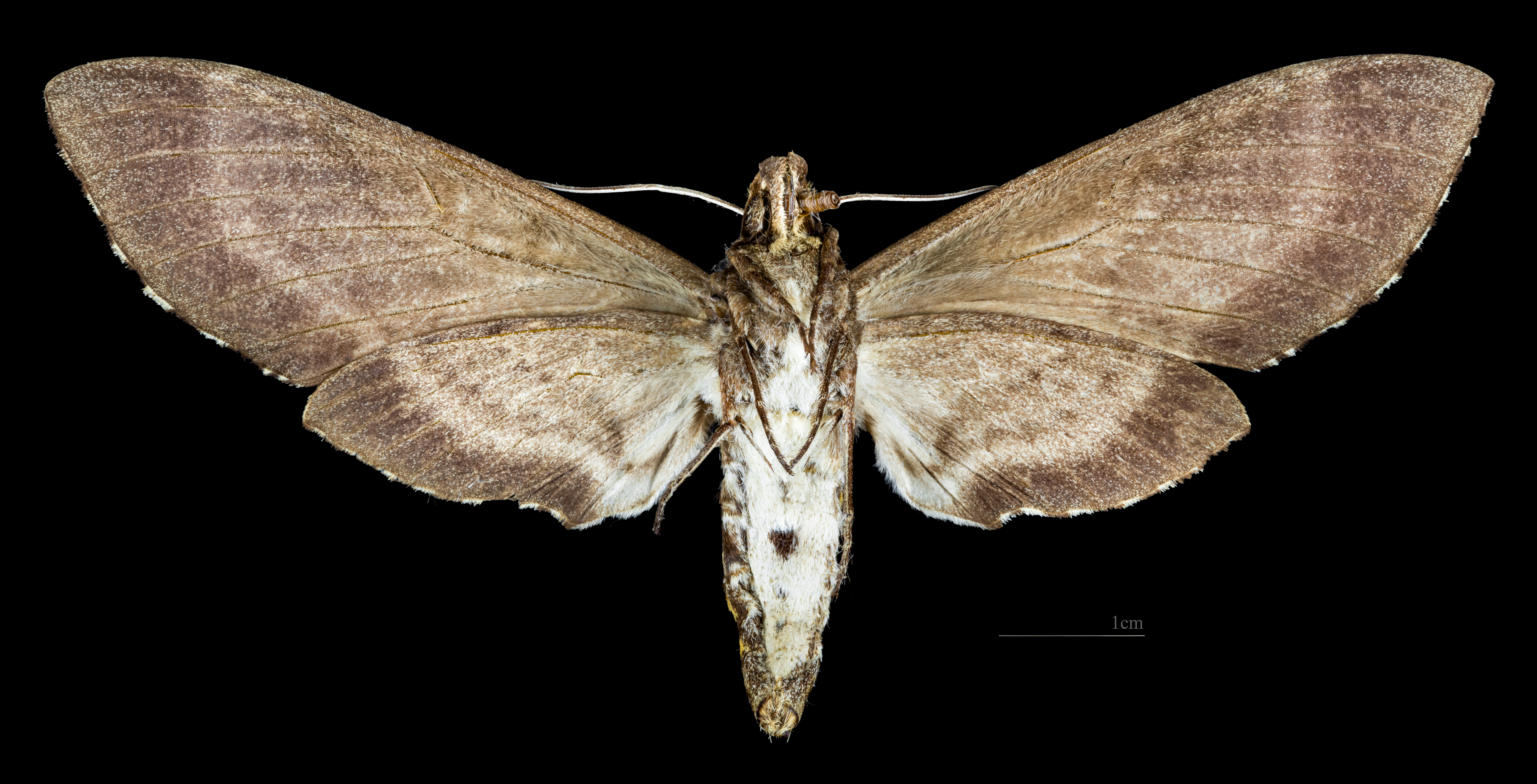
Manduca occulta  ♀ △